# Michaelus
Michaelus is een geslacht van vlinders van de familie Lycaenidae.

## Soorten
- M. hecate (Godman & Salvin, 1887)
- M. hewitsoni (Kirby, 1871)
- M. jebus (Godart, 1823)
- M. phoenissa (Hewitson, 1867)
- M. thordesa (Hewitson, 1867)
- M. vibidia (Hewitson, 1869)